# Luminárias
Luminárias es un municipio brasileño del estado de Minas Gerais. Su población estimada en 2004 era de 5.630 habitantes.
Situada en el Sur de Minas, Luminárias es un recanto de clima agradable, rodeado por montañas. El nombre se debe la Sierra de las Luminárias, que está al lado de la ciudad y forma parte de la Ruta Real integrando el Circuito Turístico Valle Verde Quedas D'agua, junto con las ciudades de São Thomé das Letras, Lavras, Carmo da Cachoeira, Bom Sucesso (Minas Gerais), Ribeirão Vermelho, São Bento Abade, Ingaí y Itumirim.

## Circunscripción eclesiástica
La parroquia local pertenece a la diócesis de São João del-Rei.